# Echolokacja
Echolokacja – system określania położenia przeszkód lub poszukiwanych obiektów w otoczeniu z użyciem zjawiska echa akustycznego. Metoda stosowana przez niektóre zwierzęta (nietoperze, walenie, niektóre ryjówkowate, tenrekowate i ptaki) do nawigacji, wykrywania i chwytania zdobyczy oraz w komunikacji międzyosobniczej. Znane są również przypadki wykorzystania echolokacji przez ludzi, głównie niewidomych. Urządzenie stosujące echolokację w nawigacji morskiej to echosonda lub sonar. Termin echolokacja wprowadził w 1944 Donald Griffin, amerykański zoolog zajmujący się badaniem nietoperzy. U nietoperzy występuje „klaskanie językiem” co wydaje echo, które jest odbierane potem przez uszy ssaka.

## Zasada działania

Animacja echolokacji delfina

Korzystający z echolokacji wytwarza krótkotrwały dźwięk o wysokiej częstotliwości, a następnie odbiera fale odbite od przeszkód. Na podstawie kierunku, czasu powrotu, natężenia powracającego dźwięku, określany jest kierunek, odległość i wielkość przeszkody. Niektóre zwierzęta (np. nietoperze) za pomocą echa drugiej harmonicznej są w stanie określić prędkość obiektu (na podstawie przesunięcia dopplerowskiego).
Walenie do wytworzenia dźwięku stosowanego w echolokacji używają trzech par symetrycznych worków powietrznych znajdujących się za szczęką. Są to licząc od nosa 2 worki podszczękowe, 2 worki dodatkowe oraz 2 worki przedsionkowe. Ukierunkowanie fali dźwiękowej jest możliwe dzięki asymetrycznemu kształtowi czaszki, który pomaga zatrzymać rozchodzące się w bok dźwięki i skierować je do melona znajdującego się z przodu głowy. Wyróżniane są dwa rodzaje echolokacji, z których jeden, o dźwiękach o wyższej częstotliwości jest bardzo czuły, jednak ma mniejszy zasięg. Natomiast dźwięki o niższej częstotliwości pozwalają na wielkoobszarowe skanowanie otoczenia.

## Znaczenie częstotliwości

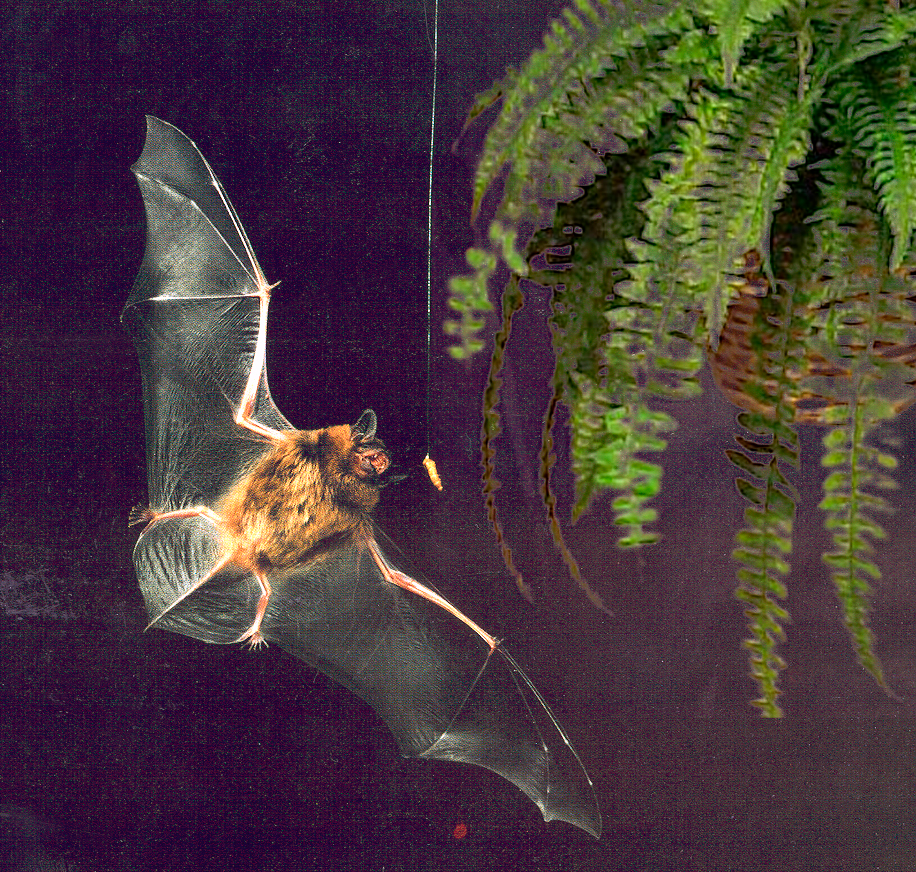
Nietoperz polujący w nocy

Częstotliwość fali akustycznej jest istotnym parametrem w echolokacji z powodu zjawiska dyfrakcji fali. Wysoka częstotliwość fali oznacza mniejszą jej długość, a zdolność rozdzielcza, podobnie jak w optyce, jest tym większa im mniejsza jest długość fali. Dlatego zwierzęta przystosowały się z reguły do stosowania ultradźwięków, szczególnie te, dla których echolokacja jest podstawowym źródłem informacji o otoczeniu.
Istotny jest jeszcze jeden aspekt doboru częstotliwości użytej do echolokacji – korzystniejszym rozwiązaniem jest używanie dźwięków, których nie rejestrują potencjalne ofiary.
Z tabeli zamieszczonej poniżej wynika, że najwyższą rozdzielczość osiągają delfiny.
| Grupa zwierząt                                  | Zakres emitowanych dźwięków (kHz) |
| ----------------------------------------------- | --------------------------------- |
| niektóre ptaki z rzędów jerzykowych i lelkowych | 4-7                               |
| ryjówki                                         | 20-64                             |
| nietoperze                                      | 25-210                            |
| delfiny                                         | do 280                            |

## Echolokacja u nietoperzy
Zdolność tę posiada 85% współczesnych nietoperzy (poza Megachiroptera). Zakres emitowanych sygnałów echolokacyjnych to 11 kHz u Euderma maculatum, do 212 kHz u Cloeotis percivali. Ewolucja tego zmysłu wiąże się ze zmianami anatomicznymi:
- wydłużenie kości rylcowo-gnykowej

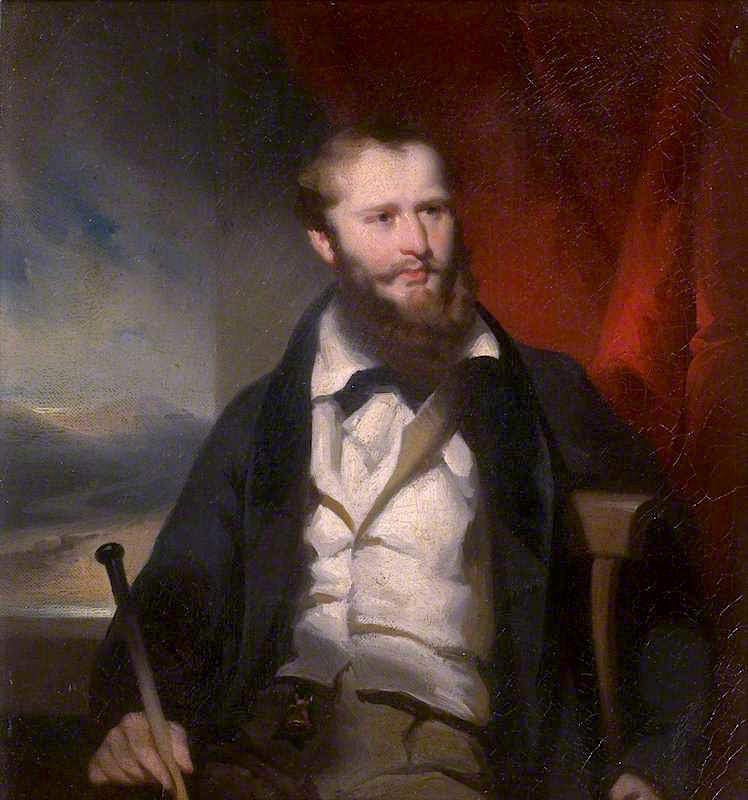
James Holman (1830)

- duża bulwiasta wypukłość na młoteczku
- powiększony ślimak

Na podstawie skamieniałości Onychonycteris finneyi ustalono, że echolokacja pojawiła się po opanowaniu umiejętności latania.

## Echolokacja u ludzi
Wielokrotnie stwierdzono możliwość wyuczenia osób niewidomych w lokalizacji obiektów znajdujących się w otoczeniu. Po emisji dźwięku (kląskanie/uderzanie językiem o podniebienie lub stukanie laską) osoba wsłuchuje się w echa dźwiękowe powstałe w wyniku zetknięcia się fali akustycznej z napotkanym obiektem i na tej podstawie obserwuje otoczenie. Laskami z metalowym okuciem posługiwał się np. Brytyjczyk James Holman (1786–1857) – znany niewidomy podróżnik i autor książek podróżniczych. Badania wykonane z wykorzystaniem rezonansu magnetycznego w 2010 roku wykazały, że po treningu, umożliwiającym przekierowanie impulsów nerwowych z drogi słuchowej na wzrokową (zmiana „okablowania mózgu”; zob. konektom, neuroplastyczność), interpretacja wrażeń odbieranych przez narząd słuchu odbywa się dodatkowo w części mózgu związanej z przetwarzaniem wizualnym (zob. kora wzrokowa). Amerykański neuronaukowiec Paul Bach-y-Rita (1934–2006) potwierdził możliwość zastąpienia bodźców wzrokowych słuchowymi, obserwując rehabilitację ojca (Pedro Bach-y-Rita), który w 1958 roku przebył poważny zawał mózgu (uszkodzenie pnia mózgu).